# Нэрс, Джордж
Джордж Стронг Нэрс (англ. George Strong Nares) (24 апреля 1831, Ллансенсельд под Эбергэвенни в Монмутшире — 17 октября 1915, Суррей) — британский моряк, полярный исследователь.
Родился 24 апреля 1831 года в Ллансенсельде под Абергавенни (Монмутшир), третий сын капитана Уильяма Генри Нэрса.
Образование получил в Королевской военно-морской школе в Нью-Кроссе и в 1845 году поступил гардемарином на линейный корабль «Канопус» и был припасан к Австралийской морской станции.
В 1852 году Нэрс вернулся в Англию и в Королевском военно-морском колледже сдал экзамен на чин лейтенанта. В том же году Нэрс был назначен вторым помощником на барк «Резолют» и принял участие в арктической экспедиции под руководством Эдварда Белчера.
По возвращении в Англию в 1854 году Нэрс, наравне с другими офицерами экспедиции Белчера, был отдан под суд за потерю судов, но был оправдан и награждён денежной премией. В 1855—1856 годах он находился на Чёрном море и принимал участие в заключительных делах Крымской кампании. Затем он служил офицером-воспитателем на учебных судах английского флота.
В 1866—1868 годах Нэрс находился в Австралии, где занимался обширными гидрографическими исследованиями. В 1869 году он получил чин капитана и заведовал донными промерами в Суэцкой бухте.
В 1872—1874 годах Нэрс командовал исследовательским корветом «Челленджер» и совершил большое плавание, в котором собрал обширные материалы по географии, метеорологии, биологии и геологии Атлантического, Тихого и Индийского океанов (научным руководителем экспедиции был назначен Ч. У. Томсон. Плавание «Челленджера» было признано основополагающей и образцовой морской научной экспедицией.
В 1875 году Нэрсу было поручено начальствование на арктической экспедицией двух кораблей, «Алерт» и «Дискавери», которыми соответственно командовали Альберт Маркхэм и Стефенсон.
Здесь Нэрс оказался первым мореплавателем, сумевшим провести корабли по проливу, впоследствии получившему его имя, между Гренландией и островом Элсмир; на выходе из пролива Нэрс поставил «Дискавери» на зимовку, а на «Алерте» отправился дальше на север. Ему удалось по открытой воде достичь 82°24’ северной широты. У северо-восточного берега острова Элсмир Нэрс встал на зимовку. Оттуда Маркхэм в апреле 1876 года попытался достичь Северного полюса, но пройдя чуть далее 83° северной широты он из-за цинги вынужден был вернуться. Параллельно лейтенант Олдрич осмотрел и нанёс на карту северный берег острова Элсмир практически на всём его протяжении. Восточный же отряд Л. А. Бомона в это время был оправлен Нэрсом на исследование северного побережья Гренландии.
Нэрс счёл что болезни экипажа и общая неподготовленность снаряжения экспедиции не позволят ему пережить вторую зимовку на Крайнем Севере, летом 1876 года увёл суда на юг, вторично пройдя пролив Нэрс на всём его протяжении и в сентябре того же года вернулся в Ирландию. Первой же телеграммой в Лондон Нэрс сообщил: «Северный полюс недоступен!»
О своём путешествии Нэрс составил обширные записки «Narrative of a voyage to the Polar Sea during 1785—6 HMS „Alert“ and „Discovery“».
В 1878 году Нэрс плавал в Южной Атлантике и у побережья Чили, там он провёл значительные картографические работы береговой линии в Патагонии и гидрографические исследования в Магеллановом проливе.
Скончался Нэрс 15 января 1915 года в чине адмирала.
В честь Нэрса кроме пролива в Канадском Арктическом архипелаге была названа гора и озеро в Юконе.